# Апостольский нунций в Намибии
Апостольский нунций в Республике Намибия — дипломатический представитель Святого Престола в Намибии. Данный дипломатический пост занимает церковно-дипломатический представитель Ватикана в ранге посла. Апостольская нунциатура в Намибии была учреждена на постоянной основе 18 марта 1996 года.
В настоящее время Апостольским нунцием в Намибии является архиепископ Генрик Мечислав Ягодзиньский, назначенный Папой Франциском 19 июля 2024 года.

## История
Апостольская нунциатура в Намибии была учреждена 18 марта 1996 года, папой римским Иоанном Павлом II. Однако апостольский нунций не имеет официальной резиденции в Намибии, в его столице Виндхуке и является апостольским нунцием по совместительству, эпизодически навещая страну. Резиденцией апостольского нунция в Намибии является Претория — столица ЮАР.

## Апостольские нунции в Намибии
- Амбросе Баттиста де Паоли, титулярный архиепископ Лареса — (18 марта 1996 — 11 ноября 1997 — назначен апостольским нунцием в Японии);
- Мануэл Монтейру де Каштру, титулярный архиепископ Беневентума — (2 февраля 1998 — 1 марта 2000 — назначен апостольским нунцием в Испании и Андорре);
- Бласку Франсишку Колласу, титулярный архиепископ Оттавы — (24 мая 2000 — 17 августа 2006, в отставке);
- Джеймс Патрик Грин, титулярный архиепископ Альтино — (17 августа 2006 — 15 октября 2011 — назначен апостольским нунцием в Перу);
- Марио Роберто Кассари, титулярный архиепископ Тронто — (10 марта 2012 — 22 мая 2015 — назначен апостольским нунцием на Мальте);
- Питер Брайан Уэллс, титулярный архиепископ Марсианополиса — (13 февраля 2016 — 8 февраля 2023 — назначен апостольским нунцием в Камбодже и Таиланде);
- Генрик Мечислав Ягодзиньский, титулярный архиепископ Лимосано — (19 июля 2024 — по настоящее время).